# 14.ª Divisão de Infantaria (Alemanha)
A 14ª Divisão de Infantaria foi uma divisão militar da Alemanha na Segunda Guerra Mundial, se tornando parte do exército permanente em 1939. Tornou-se uma unidade motorizada no mês de novembro de 1940. Foi novamente reformada, desta vez para 14. Panzergrenadier-Division no dia 1º de janeiro de 1943.

## Comandantes
| Comandante                                           | Data                                         |
| 14ª Divisão de Infantaria                            | 14ª Divisão de Infantaria                    |
| ---------------------------------------------------- | -------------------------------------------- |
| Generalleutnant Franz Freiherr Kreß von Kressenstein | 15 de outubro de 1935 - 6 de outubro de 1936 |
| Generalleutnant Peter Weyer                          | 6 de outubro de 1936 - 15 de junho de 1940   |
| Generaloberst Dr Lothar Rendulic                     | 15 de junho de 1940 - 15 de novembro de 1940 |
| 14ª Divisão de Infantaria Motorizada                 |                                              |
| Generalleutnant Friedrich Fürst                      | 15 de novembro de 1940 - 1 de junho de 1941  |
| Generalleutnant Heinrich Wosch                       | 1 de junho de 1941 - 1 de outubro de 1942    |
| Generalleutnant Walther Krause                       | 1 de outubro de 1942 - 1 de janeiro de 1943  |
| 14. Panzergrenadier-Division                         |                                              |
| Generalleutnant Rudolf Holste                        | 1 de janeiro de 1943 - 15 de maio de 1943    |
| Generalleutnant Hermann Flörke                       | 15 de maio de 1943 - 30 de junho de 1943     |
| 14ª Divisão de Infantaria                            |                                              |
| Generalleutnant Hermann Flörke                       | 30 de junho de 1943 - 28 de dezembro de 1944 |
| Generalleutnant Erich Schneider                      | 28 de dezembro de 1944 - 20 de março de 1945 |

## Linhagem
- Wehrgauleitung Leipzig
- Kommandant von Leipzig
- 14ª Divisão de Infantaria
- 14ª Divisão de Infantaria Motorizada
- 14ª Divisão de Infantaria

## Área de operações
| Polônia                        | Setembro 1939 - maio de 1940     |
| França                         | Maio 1940 - Agosto 1940          |
| Alemanha                       | Agosto 1940 - Novembro 1940      |
| Alemanha                       | novembro de 1940 - junho de 1941 |
| Frente Oriental, setor central | junho de 1941 - janeiro de 1943  |
| Frente Oriental, Setor Central | Junho 1943 - maio de 1945        |

## História
Esta unidade foi formada em outubro de 1934 em Leipzig. Ela era originalmente conhecida como Wehrgauleitung Leipzig. Pouco tempo depois de a unidade ser criada, foi dado o nome cobrir kommandant von Leipzig.
As unidades regimentais desta divisão foram formados pela expansão da 11. (Sächsisches) Infanterie Regiment da 4.Division do Reichswehr.
Com o anúncio formal da criação da Wehrmacht em 15 de outubro de 1935, o nome kommandant von Leipzig foi abandonado e esta unidade se tornou oficialmente conhecida como 14ª Divisão de Infantaria.
Em 15 de outubro de 1940, a 14ª Divisão de Infantaria foi reformado como 14ª Divisão de Infantaria (mot.). A conversão foi concluída até 3 de março de 1941.
Em 1943, a 14ª Divisão de Infantaria (mot.) foi desmotorizada após uma tentativa que falhou em reformá-la no 14. Panzergrenadier Divison. Este processo teve início no dia 1º de maio de 1943 e, em seguida, a divisão foi redesignada como 14. Infanterie Division em 30 de junho de 1943.

## Organização

### 1940
- Regimento de Infantaria 11
- Regimento de Infantaria 53
- Regimento de Infantaria 101
- Regimento de Artilharia 14
- I./Regimento de Artilharia 50
- 14ª divisão de apoio a unidades

### 1943
- Regimento Granadeiro 11
- Regimento Granadeiro 53
- Regimento Granadeiro 101
- Regimento de Artilharia 14
- Füsilier-Abteilung 14
- Kradschutzen-Abteilung 54
- 14ª divisão de apoio a unidades

Quando à planejada redesignação da 14ª Divisão de Infantaria (mot.) em 14. Panzergrenadier Division, esta não se realizou, visto que o Regimento de Infantaria 101 foi reformado. O Regimento de Infantaria 101 a partir da original 14ª Divisão foi transferido juntamente com o resto da divisão quando se tornou a 14ª Divisão de Infantaria (mot.), mas foi logo transferida para a 18ª Divisão Panzer. Quando a 14ª Divisão de Infantaria se tornou novamente a 14ª Divisão de Infantaria, o Regimento de Infantaria 101 foi reformado, tornando-se Schutzen Regiment-101, quando foi enviada para a 18ª Divisão Panzer.

## Serviço de guerra
| Data                                            | Corpo              | Exército           | Grupo do Exército | Área               |
| ----------------------------------------------- | ------------------ | ------------------ | ----------------- | ------------------ |
| Set 39                                          | XVI                | 10º Exército       | Süd               | Schlesien, Polônia |
| Out 39                                          | Reserva            | 4º Exército        | B                 | Eifel              |
| Nov 39 - Dez 39                                 | XVI                | 6º Exército        | B                 | Eifel              |
| Jan 40 - Mai 40                                 | XI                 | 6º Exército        | B                 | Eifel, Bélgica     |
| Jun 40                                          | Reserva            | OKH                |                   | Flandern           |
| Jul 40 - Set 40                                 | XV                 | 2º Exército        | C                 | Flandern           |
| Out 40                                          | BDE (Wehrkreis IV) |                    |                   |                    |
| Reformada como 14ª Divisão de Infantaria (mot.) |                    |                    |                   |                    |
| Set 43                                          | XXXXI              | 9º Exército        | Mitte             | Bryansk            |
| Out 43 - Dez 43                                 | VI                 | 3º Exército Panzer | Mitte             | Vitebsk            |
| Jan 44                                          | LIII               | 3º Exército Panzer | Mitte             | Vitebsk            |
| Fev 44 - Mai 44                                 | VI                 | 3º Exército Panzer | Mitte             | Vitebsk            |
| Jun 44                                          | Reserva            |                    | Mitte             | Vitebsk            |
| Jul 44                                          | ??                 | ??                 | ??                | ??                 |
| Ago 44 - Out 44                                 | Kav.               | 2º Exército        | Mitte             | Narev (Ostrolenka) |
| Nov 44 - Dez 44                                 | XXXXI              | 2º Exército        | Mitte             | Narev (Ostrolenka) |
| Jan 45                                          | XX                 | 2º Exército        | Mitte             | Narev (Ostrolenka) |
| Fev 45 - Mar 45                                 | XXVI               | 4º Exército        | Norte             | Prússia Oriental   |
| Abr 45                                          | IX                 | Ostpreußen         |                   | Prússia Oriental   |